# Joan Galeàs Sforza
Joan Galeàs Sforza (en italià: Gian Galeazzo Maria Sforza o Giovan Galeazzo Sforza) (Abbiategrasso, Ducat de Milà 1469 - Pavia 1494) fou el duc de Milà entre 1476 i 1494.

## Orígens familiars
Va néixer el 20 de juny de 1469 a la ciutat d'Abbiategrasso sent el fill primogènit del duc Galeàs Maria Sforza i Bonna de Savoia. Era net per línia paterna de Francesc I Sforza i Blanca Maria Visconti, i per línia materna de Lluís I de Savoia i Anna de Lusignan. Fou germà de Blanca Maria Sforza, casada primer amb Filibert I de Savoia i després amb Maximilià I del Sacre Imperi Romanogermànic.

## Ascens al tron ducal
El desembre de 1476 fou assassinat el seu pare, per la qual cosa fou nomenat amb 7 anys duc de Milà, si bé inicialment rebé la regència de la seva mare. El 1479 el seu oncle Lluís Maria Sforza prengué la regència, arravatant-li tot el poder i convertint-se en governador de la ciutat.
Morí el 21 d'octubre de 1494 a la ciutat de Pavia, suposadament enverinat pel seu oncle Lluís Maria, el qual el succeí al ducat.

## Núpcies i descendents
Es casà el 2 de febrer de 1489 amb Isabel de Nàpols, filla del rei Alfons II de Nàpols i Ippòlita Maria Sforza. D'aquesta unió nasqueren:
- Ippòlita Maria Sforza (1490-1501)
- Francesc Sforza (el duquet) (1491-1512), religiós
- Bona Sforza (1495-1558), casada el 1518 amb Segimon I de Polònia